# Mark Hall North
Mark Hall North – dzielnica miasta Harlow, w Anglii, w Esseksie, w dystrykcie Harlow. W 2001 roku dzielnica liczyła 2855 mieszkańców.